# Gerard Elsen
Gerard Louis Elsen (Harmelen, 7 oktober 1920 – Torremolinos, 24 februari 2000) was een Nederlands politicus van de KVP en later het CDA.
Hij is afgestudeerd in de rechten aan de Rijksuniversiteit Leiden en was hoofdcommies in algemene dienst van de provinciale griffie van Limburg voor hij in juli 1953 benoemd werd tot burgemeester van Goirle. Tijdens dat burgemeesterschap promoveerde Elsen in 1962 in Leiden op de dissertatie 'De Vergadering van de Gemeenteraad'. In 1969 volgde zijn benoeming tot burgemeester van Veldhoven wat hij tot 1983 zou blijven. Ook daarna had hij nog tal van functies, zo was hij voorzitter van de Unie Katholieke Bond van Ouderen (KBO). Begin 2000 overleed dr. G.L. Elsen in Spanje op 79-jarige leeftijd.